# Anisisop
Anisisop (Agastache foeniculum) är en kransblommig växtart som först beskrevs av Frederick Traugott Pursh, och fick sitt nu gällande namn av Carl Ernst Otto Kuntze. Enligt Catalogue of Life ingår Anisisop i släktet anisisopar och familjen kransblommiga, men enligt Dyntaxa är tillhörigheten istället släktet anisisopar och familjen kransblommiga. Arten förekommer tillfälligt i Sverige, men reproducerar sig inte. Inga underarter finns listade i Catalogue of Life.

## Bildgalleri

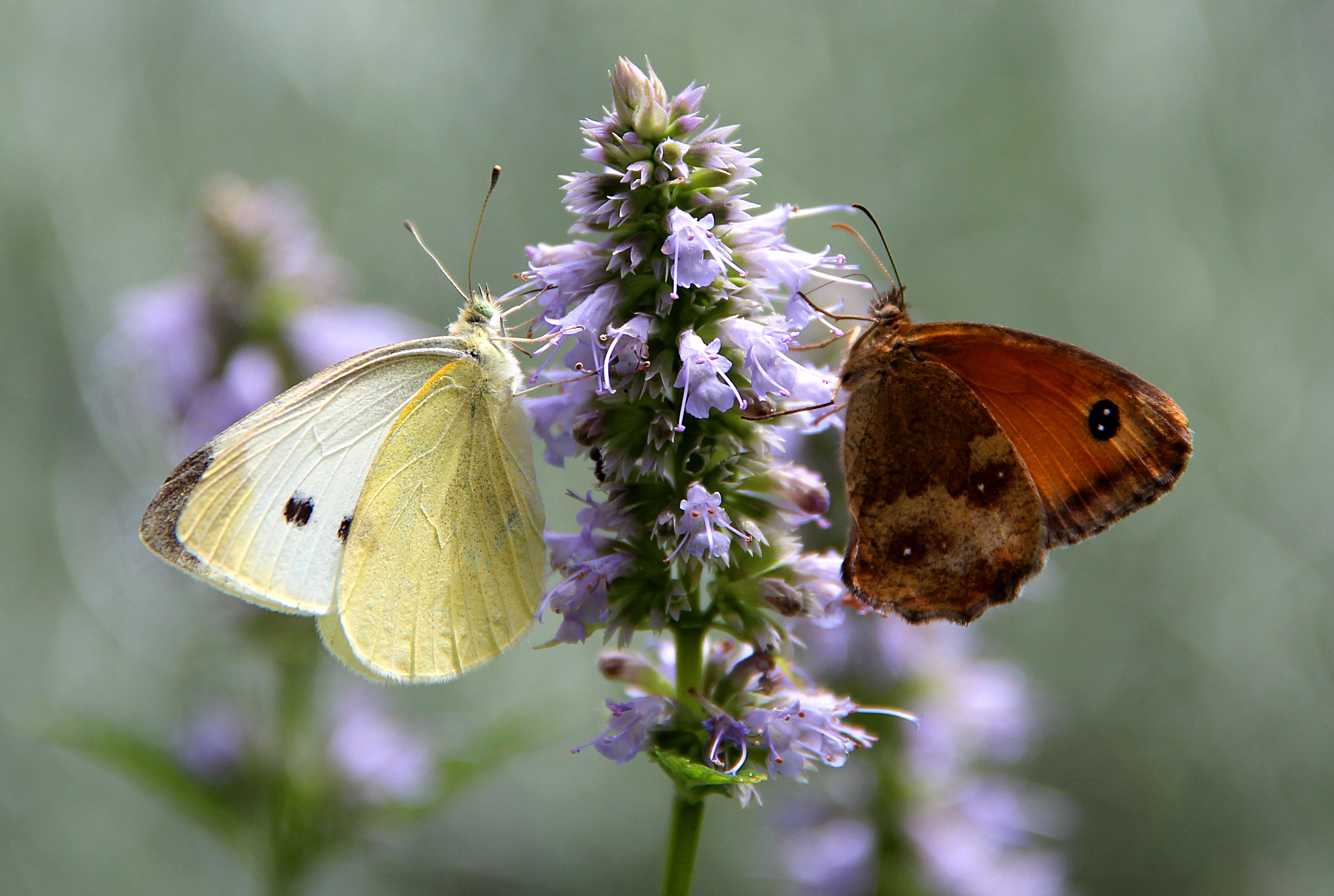
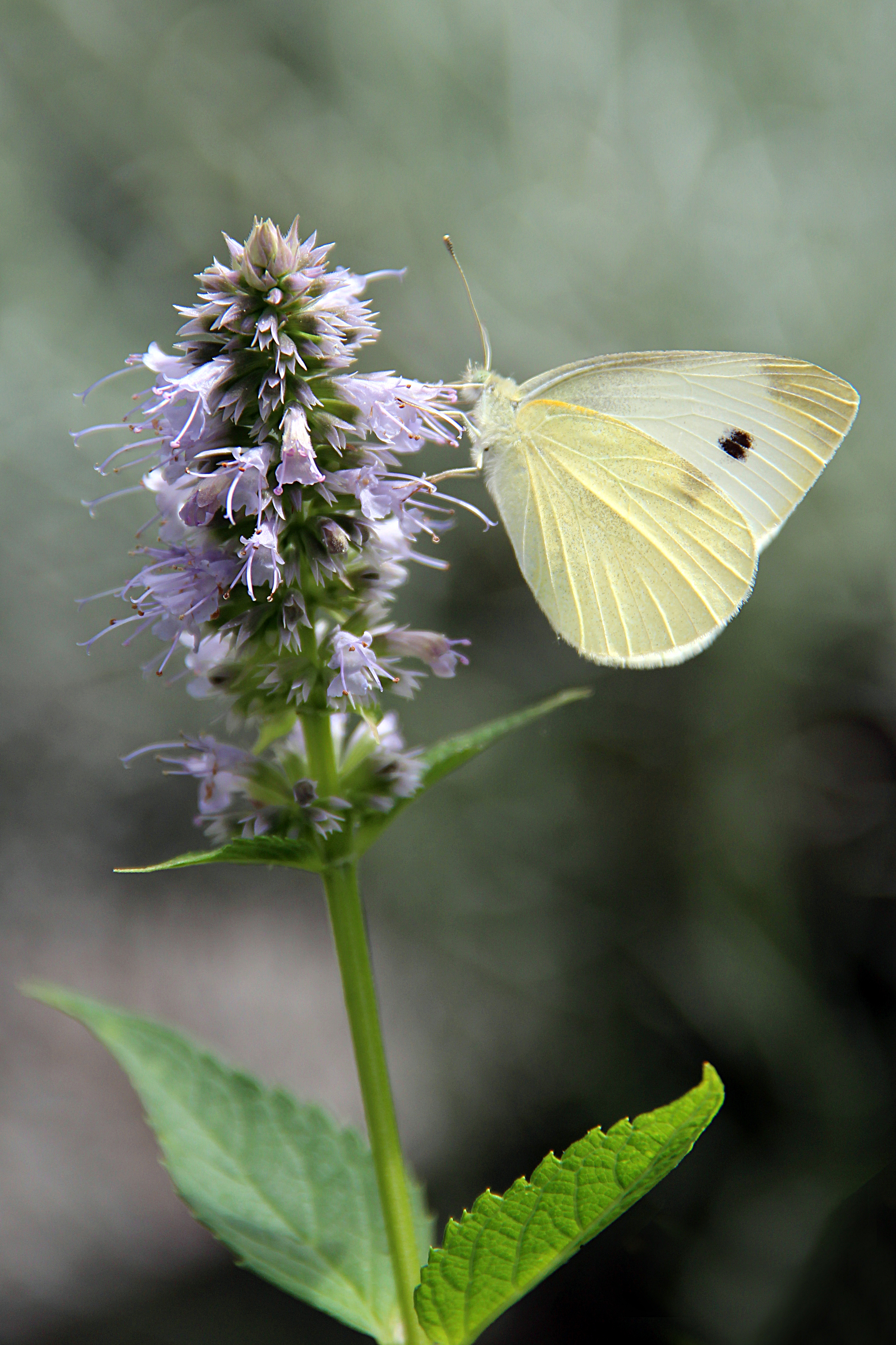
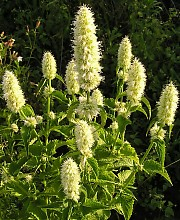
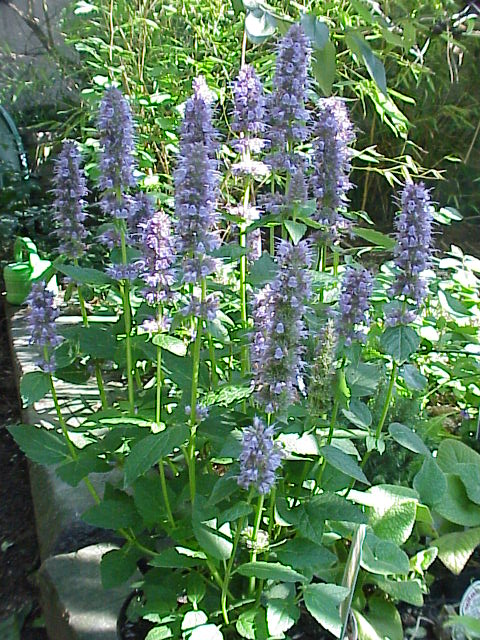
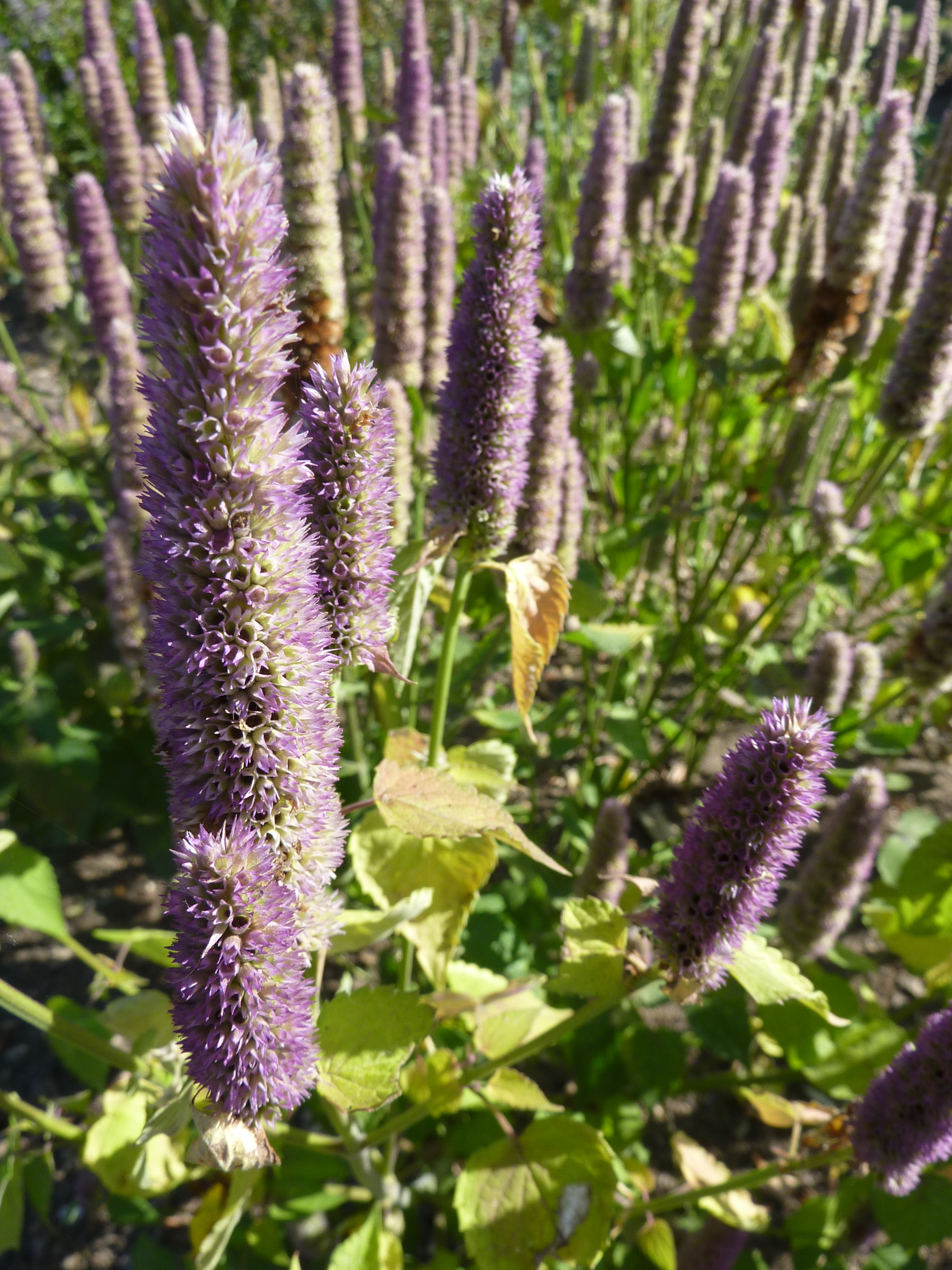
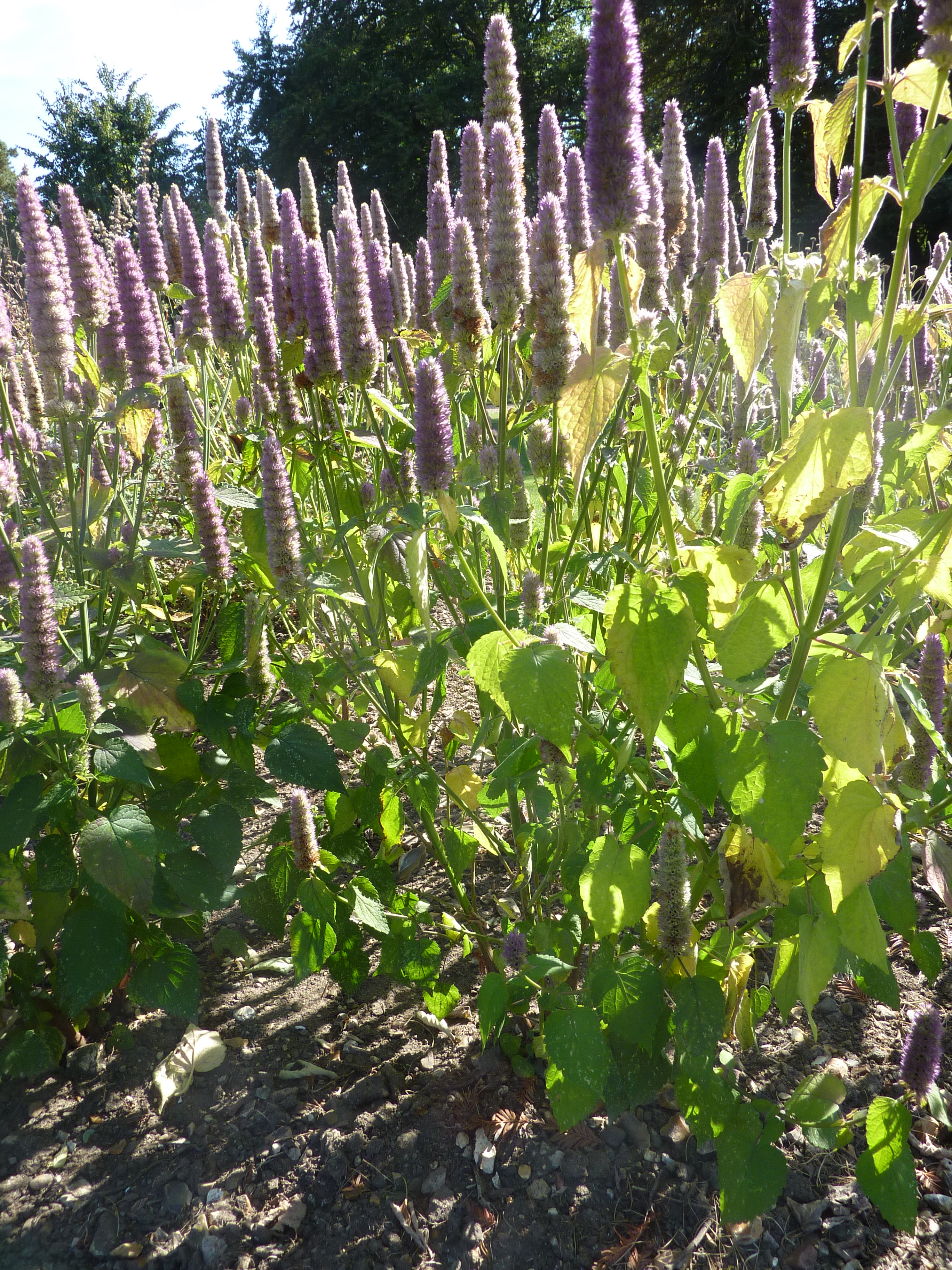
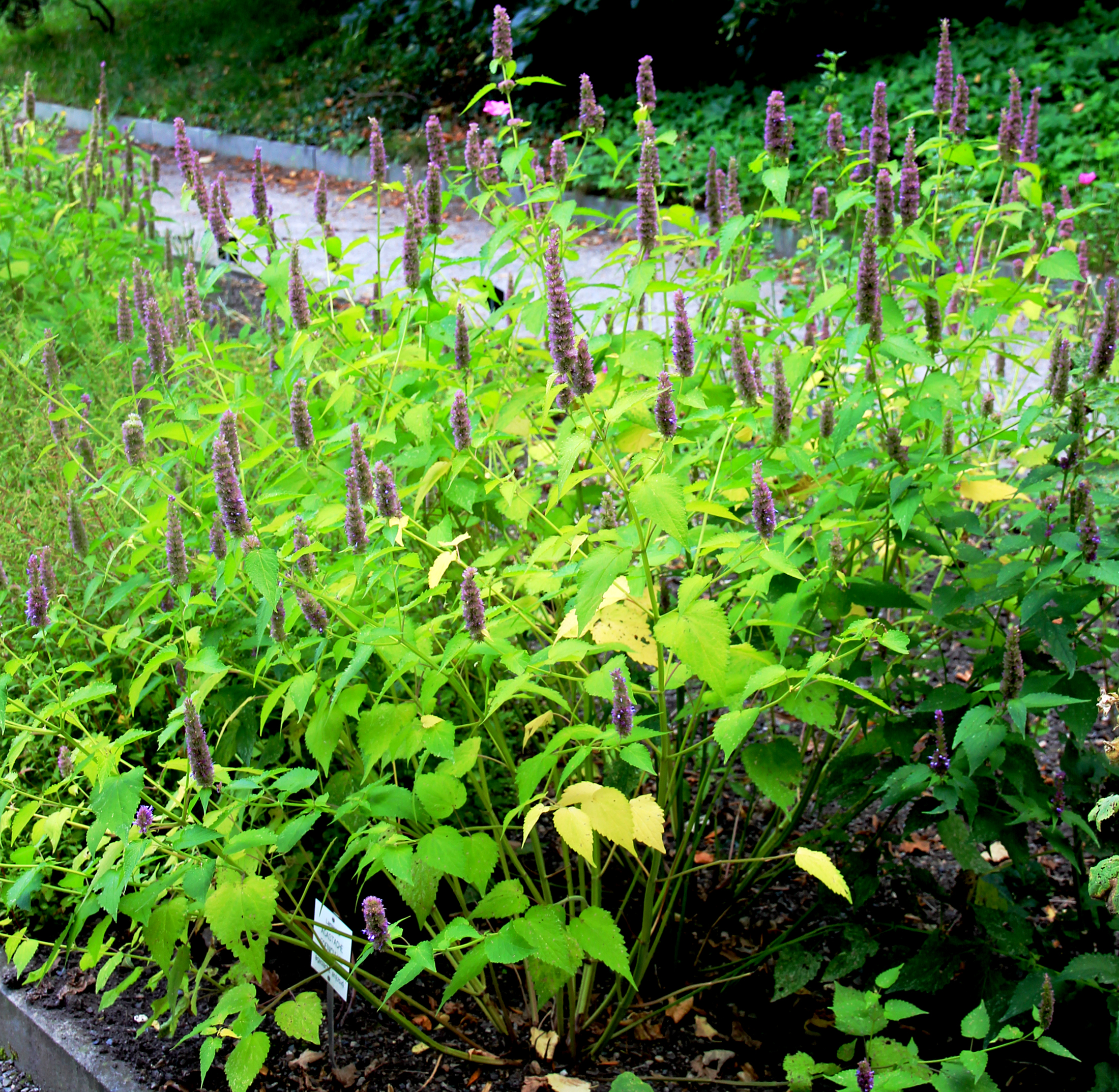
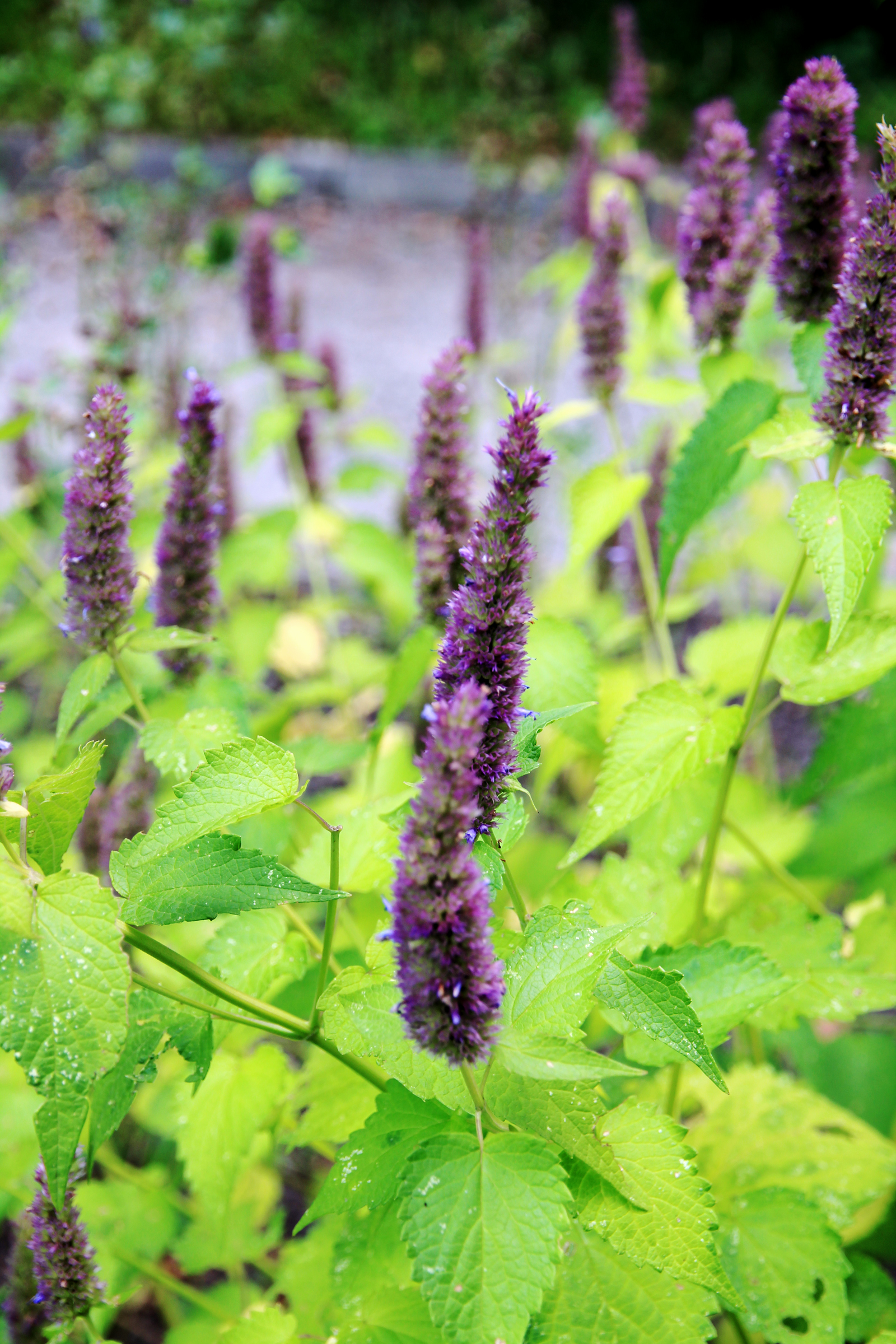